# Nastätten
Nastätten – miasto w Niemczech, w kraju związkowym Nadrenia-Palatynat, w powiecie Rhein-lahn, siedziba gminy związkowej Nastätten. W 2010 roku liczyło 4 217 mieszkańców.